# Kolarovo, Haskovo
Kolarovo (în bulgară Коларово ) este un sat în Obștina Harmanli, Regiunea Haskovo, Bulgaria.

## Demografie
Componența etnică a satului Kolarovo
     Bulgari (100%)
     Nicio identificare (0%)
     Altele (0%)
La recensământul din 2011, populația satului Kolarovo era de 18 locuitori. Din punct de vedere etnic, majoritatea locuitorilor (100,0%) erau bulgari. Pentru 0,0% din locuitori nu este cunoscută apartenența etnică.